# Kurt Schein
Kurt Schein (Viena, 12 de dezembro de 1930) é um ex-ciclista austríaco. Schein competiu nos Jogos Olímpicos de Verão de 1956 em Melbourne, onde terminou na décima primeira posição na corrida de 1 km contrarrelógio em pista. Também competiu nos Jogos Olímpicos de Roma 1960 na perseguição por equipes de 4 km em pista.